# Frida Sanggaard Nielsen
Frida Sanggaard Nielsen (født 1. december 1998 i København) er en dansk roer. Hun deltog som en del af den danske firer uden styrmand for kvinder i to olympiske lege i begyndelsen af 2020'erne.

## Karriere
Nielsen begyndte at ro i 2015 under et ophold som udvekslingsstuderende i Rochford, Michigan. Hendes første roklub var Michigans Rochford Rowing Club. Hendes hovedposition er som bue.
Efter hun i 2016 flyttede tilbage til Danmark, har Nielsen repræsenteret sit land ved junior-EM i 2016 og ved junior-VM samme år, hvor hun og ropartneren Ida Petersen i begge tilfælde endte på andenpladsen og dermed opnåede sølvmedaljer. Ved Head of the Charles Regatta i 2016 opnåede Nielsen i en firer sammen med Petersen, Hedvig Lærke Rasmussen og Anne Andersen desuden guldmedaljer.
Hun var med til at vinde VM-bronze i fireren i 2019, hvilket desuden var adgangsbillet til OL 2020.
Ved OL 2020 i Tokyo (afholdt 2021) var hun med i fireren sammen med Trine Dahl Pedersen, Christina Johansen og Ida Jacobsen, og de blev sidst i deres indledende heat og i opsamlingsheatet, hvorpå de deltog i B-finalen. Her blev de nummer to og blev derfor samlet nummer otte ud af de ti deltagende nationer ved legene.
Ved legene 2024 i Paris var hun igen med i fireren, nu sammen med Astrid Steensberg, Marie Skytte Johannesen og Julie Poulsen, og også her blev den danske firer nummer otte, her ud af ni deltagere.
I årene i fireren var Sanggaard ud over VM-bronzen i 2019 med til at blive nummer fire ved adskillige europa- og verdensmesterskaber.
I 2025 skiftede Sanggaard til singlesculler, og i sit første internationale mesterskab ved EM samme år satte hun første ny dansk rekord med 7 minutter og 18 sekunder. Det rakte til en andenplads, som blev fulgt op af en andenplads i semifinalen og dermed adgang til finalen. Her roede hun ganske vist lidt langsommere, men sikrede sig bronzemedaljen.